# Camellia dubia
Camellia dubia là một loài thực vật có hoa trong họ Theaceae. Loài này được Sealy mô tả khoa học đầu tiên năm 1958.